# Foxley
Foxley is een civil parish in het bestuurlijke gebied Breckland, in het Engelse graafschap Norfolk met 285 inwoners.